# Limonia insitiva
Limonia insitiva là một loài ruồi trong họ Limoniidae. Chúng phân bố ở miền Australasia.